# USS S-4 (SS-109)
USS S-4 (SS-109) — подводная лодка типа «S» ВМС США межвоенного периода.

## Постройка
Построена на военно-морской верфи «Portsmouth Navy Yard», в Киттери (штат Мэн).
Заложена 4 декабря 1917 года.
Вступила в строй 19 ноября 1919 года под командованием коммандер-лейтенанта Перси Роботтома.

## Служба
В январе 1920 года в рамках испытательной программы посетила Гавану (Куба).
18 ноября вошла в состав 12/18 дивизиона ПЛ с припиской к Нью-Лондон, Коннектикут. 
В 1921 году переведена на Лусон, Филиппины. Совершила плавание через Панамский канал, посетив Пёрл-Харбор и прибыла к новому месту службы в пункт базирования (ПБ) Кавите 1 декабря.
В 1924 году переведена в ПБ Мар Айленд, Калифорния. В мае 1927 года через Панамский канал вернулась на Восточное побережье, в базу Нью-Лондон.

## Катастрофа
Около 14 часов 17 декабря 1927 года, осуществляя всплытие после испытаний на мерной миле в районе мыса Кейп-Код, была протаранена эсминцем Береговой охраны «Полдинг». Удар пришёлся в нос от боевой рубки (точно так же за два года до этого была потоплена S-51). На борту было 40 человек.
«Полдинг» лёг в дрейф, спустил спасательные шлюпки, сбросил сигнальный буй и запросил помощь. К утру 18 декабря на место трагедии прибыли плавучая база подводных лодок «Бушнелл», вспомогательное судно «Райт» (с четырьмя понтонами — теми же, что пытались спасти S-51), спасательное судно — «Фалкон».
Спасательную операцию возглавлял Эрнест Кинг, находившийся тогда в звании капитана.
В 2 часа дня водолаз Том Иди спустился к боевой рубке ПЛ. Пройдя по всему корпусу он установил связь только с  шестью членами экипажа в носовом торпедном отсеке. Остальные, очевидно, к этому времени уже задохнулись. Спасатели решили продуть балластные цистерны, для чего к лодке подключили шланги и в течение часа подавали сжатый воздух, но вскоре стало ясно, что балластная система повреждена и лодка не всплывает (на поверхность стали выходить огромные пузыри). Уже когда стемнело решили подсоединить воздушный шланг к торпедному отсеку, для чего в воду ушёл водолаз Фред Микейлис. Из-за начинавшегося шторма «Фалкон» сильно раскачивало и при первом погружении Микейлис опустился далеко от лодки и крепко завяз в иле. Его пришлось поднять. При второй же попытке, уже когда водолаз был на борту ПЛ, «Фалкон» глубоко осел (на волне), образовавшаяся петля слабины воздушного шланга попала на борт ПЛ, и когда «Фалкон» поднялся — затянулась вокруг выступавшего куска обшивки. Теперь возникла необходимость срочно посылать второго водолаза на выручку первому. Пошёл Иди, ему потребовалось более 2 часов, чтобы освободить товарища, а шторм усилился и бушевал двое суток, и о спуске водолазов речи быть не могло.

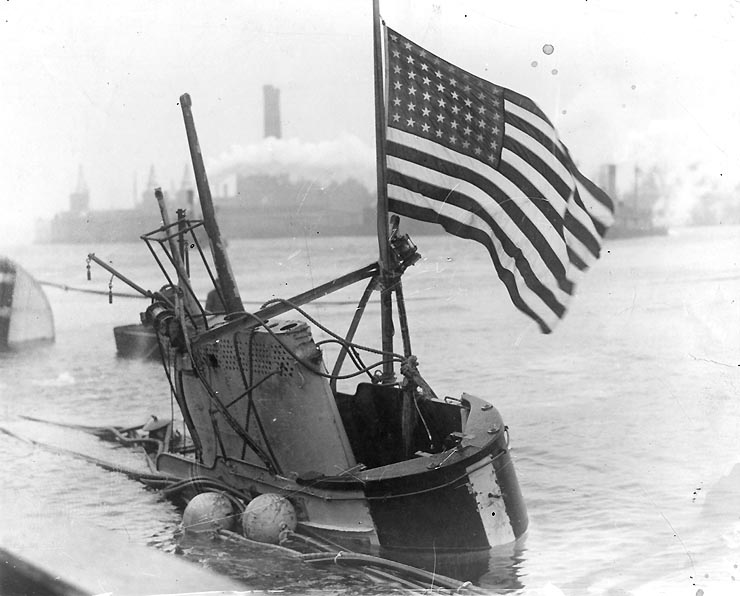
USS S-4 при буксировке на верфь после подъёма, 1928.

В 6 часов 15 минут 20 декабря с лодки поступило последнее сообщение. Когда после полудня шторм поутих и смогли спуститься водолазы, уже никто не отзывался.
Было произведено 564 погружения.
17 марта 1928 года лодку удалось поднять и отбуксировать на военно-морскую верфь Бостона. 19 марта она была официально исключена из списков флота.

## Возврат в строй
После докового ремонта в Бостоне, 16 октября вновь вступила в строй. Была приписана к Ки-Уэст. С 29 августа 1932 года — к Перл-Харбор.
Командование американских ВМС, стремясь реабилитировать себя в глазах общественности, разрекламировало идею переоборудования S-4 в опытовую ПЛ, со спасательными устройствами новейшей конструкции. И через некоторое время S-4 затопили на глубине 18 метров, без экипажа, заполнив водой балластные цистерны. Экипажу «Фалкона» приказали поднять лодку. Но это сделать удалось только на пятые сутки — когда воображаемый экипаж уже давно бы погиб от удушья.
7 апреля 1933 года  S-4 была выведена из состава флота и отправлена в отстой. 15 января 1936 года исключена из списков флота. 15 мая ликвидирована затоплением.